# Simning vid världsmästerskapen i simsport 2024 – Herrarnas 4 × 100 meter medley
Herrarnas 4 × 100 meter medley vid världsmästerskapen i simsport 2024 avgjordes den 18 februari 2024 i Aspire Dome i Doha i Qatar.
Guldet togs av USA:s kapplag på tiden 3 minuter och 29,80 sekunder. Silvret togs av Nederländerna och bronset togs av Italien.

## Rekord
Inför tävlingens start fanns följande världs- och mästerskapsrekord:
|                   | Nation | Tid     | Ort            | Datum          |
| ----------------- | ------ | ------- | -------------- | -------------- |
| Världsrekord      | USA    | 3.26,78 | Tokyo, Japan   | 1 augusti 2021 |
| Mästerskapsrekord | USA    | 3.27,20 | Fukuoka, Japan | 30 juli 2023   |

## Resultat

### Försöksheat
Försöksheaten startade klockan 10:09.
| Placering | Heat | Bana | Nation        | Simmare | Tid     | Noteringar |
| --------- | ---- | ---- | ------------- | --- | ------- | ---------- |
| 1         | 2    | 4    | USA           | Jack Aikins (53,84) Jake Foster (59,45) Shaine Casas (50,99) Luke Hobson (48,25)                                                 | 3.32,53 | 0Q0        |
| 2         | 1    | 4    | Nederländerna | Kai van Westering (54,11) Caspar Corbeau (59,02) Nyls Korstanje (51,42) Stan Pijnenburg (48,34)                                  | 3.32,89 | 0Q0, 0NR0  |
| 3         | 2    | 7    | Spanien       | Hugo González (53,19) Carles Coll Martí (1.00,56) Mario Molla Yanes (51,69) Sergio De Celis Montalban (48,13)                    | 3.33,57 | 0Q0        |
| 4         | 3    | 2    | Polen         | Ksawery Masiuk (53,57) Jan Kałusowski (1.00,44) Jakub Majerski (51,29) Kamil Sieradzki (48,49)                                   | 3.33,79 | 0Q0        |
| 5         | 3    | 3    | Kanada        | Blake Tierney (53,98) James Dergousoff (1.00,77) Finlay Knox (51,90) Javier Acevedo (47,51)                                      | 3.34,16 | 0Q0        |
| 6         | 3    | 6    | Italien       | Michele Lamberti (54,23) Ludovico Blu Art Viberti (59,19) Federico Burdisso (52,25) Alessandro Miressi (48,53)                   | 3.34,20 | 0Q0        |
| 7         | 2    | 6    | Österrike     | Bernhard Reitshammer (54,77) Valentin Bayer (1.00,21) Simon Bucher (51,38) Heiko Gigler (47,93)                                  | 3.34,29 | 0Q0        |
| 8         | 3    | 7    | Irland        | Conor Ferguson (54,04) Darragh Greene (1.00,16) Max McCusker (51,83) Shane Ryan (48,94)                                          | 3.34,97 | 0Q0        |
| 9         | 3    | 5    | Australien    | Bradley Woodward (54,17) Sam Williamson (59,11) Kai James Taylor (53,64) Jack Cartwright (48,63)                                 | 3.35,55 |            |
| 10        | 3    | 1    | Portugal      | Gabriel Lopes (54,80) Francisco Robalo Quintas (1.01,15) Diogo Ribeiro (51,26) Miguel Nascimento (48,42)                         | 3.35,63 | 0=NR0      |
| 11        | 2    | 5    | Sydkorea      | Lee Ju-ho (54,10) Choi Dong-yeol (1.00,07) Yang Jae-hoon (52,95) Hwang Sun-woo (48,73)                                           | 3.35,85 |            |
| 12        | 3    | 4    | Kina          | Xu Yifan (56,44) Dong Zhihao (59,23) Wang Xizhe (52,76) Ji Xinjie (48,25)                                                        | 3.36,68 |            |
| 13        | 2    | 2    | Ungern        | Ádám Jászó (54,89) Dániel Sós (1.01,66) Richárd Márton (52,50) Nándor Németh (47,81)                                             | 3.36,86 |            |
| 14        | 2    | 1    | Mexiko        | Diego Camacho Salgado (55,83) Miguel de Lara (1.00,52) Jorge Iga (52,46) Andres Dupont Cabrera (48,07)                           | 3.36,88 | 0NR0       |
| 15        | 2    | 9    | Grekland      | Evangelos Makrygiannis (53,61) Arkadios Aspougalis (1.01,97) Konstantinos Emmanouil Stamou (52,58) Stergios Marios Bilas (48,95) | 3.37,11 |            |
| 16        | 3    | 0    | Sydafrika     | Pieter Coetze (53,69) Matthew Randle (1.02,83) Chad le Clos (51,60) Clayton Jimmie (49,17)                                       | 3.37,29 |            |
| 17        | 1    | 3    | Bulgarien     | Kaloyan Levterov (56,10) Lyubomir Epitropov (1.00,65) Josif Miladinov (52,61) Kaloyan Bratanov (48,56)                           | 3.37,92 |            |
| 18        | 1    | 5    | Serbien       | Velimir Stjepanović (55,79) Uroš Živanović (1.02,42) Durde Matic (51,89) Andrej Barna (47,88)                                    | 3.37,98 | 0NR0       |
| 19        | 2    | 8    | Kazakstan     | Yegor Popov (55,86) Arsen Kozhakhmetov (1.01,92) Maxim Skazobtsov (52,92) Adilbek Mussin (48,51)                                 | 3.39,21 |            |
| 20        | 2    | 3    | Japan         | Osamu Kato (54,55) Ikuru Hiroshima (1.01,28) Nao Horomura (53,00) Riki Abe (51,08)                                               | 3.39,91 |            |
| 21        | 2    | 0    | Thailand      | Ratthawit Thammananthachote (58,54) Dulyawat Kaewsriyong (1.07,07) Navaphat Wongcharoen (54,22) Tonnam Kanteemool (51,69)        | 3.51,52 |            |
| 22        | 3    | 9    | Vietnam       | Tran Hung Nguyen (1.00,72) Pham Thanh Bao (1.04,05) Nguyen Hoang Khang (58,70) Ngo Dinh Chuyen (54,52)                           | 3.57,99 |            |
| –         | 3    | 8    | Sverige       | | 0DNS0   | 0DNS0      |

### Final
Finalen startade klockan 20:37.
| Placering | Bana | Nation        | Simmare | Tid     | Noteringar |
| --------- | ---- | ------------- | --- | ------- | ---------- |
| 1         | 4    | USA           | Hunter Armstrong (53,15) Nic Fink (58,20) Zach Harting (51,13) Matt King (47,32)                              | 3.29,80 |            |
| 2         | 5    | Nederländerna | Kai van Westering (53,84) Arno Kamminga (58,23) Nyls Korstanje (51,12) Stan Pijnenburg (48,04)                | 3.31,23 | 0NR0       |
| 3         | 7    | Italien       | Michele Lamberti (54,28) Nicolò Martinenghi (57,97) Gianmarco Sansone (52,14) Alessandro Miressi (47,20)      | 3.31,59 |            |
| 4         | 2    | Kanada        | Blake Tierney (53,65) James Dergousoff (59,89) Finlay Knox (51,60) Javier Acevedo (47,75)                     | 3.32,89 |            |
| 5         | 3    | Spanien       | Hugo González (53,11) Carles Coll Martí (1.00,88) Mario Molla Yanes (51,14) Sergio De Celis Montalban (48,07) | 3.33,20 |            |
| 6         | 1    | Österrike     | Bernhard Reitshammer (54,72) Valentin Bayer (1.00,61) Simon Bucher (51,27) Heiko Gigler (48,02)               | 3.34,62 |            |
| 7         | 8    | Irland        | Conor Ferguson (54,46) Darragh Greene (1.00,20) Max McCusker (51,78) Shane Ryan (48,84)                       | 3.35,28 |            |
|           | 6    | Polen         | Ksawery Masiuk (53,55) Jan Kałusowski Jakub Majerski Kamil Sieradzki                                          | 0DSQ0   | 0DSQ0      |